# (70409) Srnín
(70409) Srnín, désignation internationale (70409) Srnin, est un astéroïde de la ceinture principale.

## Description
(70409) Srnin est un astéroïde de la ceinture principale. Il fut découvert le 21 septembre 1999 à l'Observatoire Kleť par Miloš Tichý. Il présente une orbite caractérisée par un demi-grand axe de 2,40 UA, une excentricité de 0,07 et une inclinaison de 7,4° par rapport à l'écliptique.

## Compléments